# Ofeltio
Nella mitologia greca,  Ofeltio era il nome di diversi eroi che si distinsero durante la guerra di Troia.

## Il mito
Nel regno di Troia vi era Paride, uno dei tanti figli di Priamo, egli si innamorò di Elena moglie di Menelao, e la rapì. Quando il marito della donna chiese aiuto a suo fratello Agamennone, gran re greco, scoppiò la guerra fra i due regni.
Ofeltio fu uno sei prodi soldati a combattere contro Ettore, e per mano sua a trovare la morte. 

### Pareri secondari
Vi era anche un altro Ofeltio, com'era solito ritrovare nel poema dell'Iliade ma di esercito opposto, tale eroe fu ucciso da Eurialo

### Fonti
- Omero, Iliade libro VI versi 20, Libro XI versi 302

### Moderna
- Anna Ferrari, Dizionario di mitologia, Litopres, UTET, 2006, ISBN 88-02-07481-X.